# 香住インターチェンジ
香住インターチェンジ（かすみインターチェンジ）は、兵庫県美方郡香美町香住区森（旧・兵庫県城崎郡香住町）にある、山陰近畿自動車道の一部として建設された香住道路の終点、余部道路の起点となるインターチェンジである。

## 歴史
- 2005年（平成17年）3月27日 : 香住IC-佐津IC間開通に伴い供用開始
- 2010年（平成22年）12月12日 : 余部IC-香住IC間開通

## 接続する道路
- 兵庫県道4号香住村岡線
- 兵庫県道・京都府道11号香美久美浜線

## 周辺施設
- フレッシュバザール 香住パーク店（旧：イートバリュー香住店）
- ローソン 香美町香住店
- コスモ石油
- 香住森郵便局
- 矢田川

## 隣
E9山陰近畿自動車道（余部道路、香住道路）
(3)余部IC - (2)香住IC - (1)佐津IC